# Bryum pseudocastaneum
Bryum pseudocastaneum là một loài rêu trong họ Bryaceae. Loài này được C.E.O. Jensen mô tả khoa học đầu tiên năm 1937.